# 奥尔维耶托主教座堂
奥尔维耶托主教座堂（Duomo di Orvieto）是位于意大利中部翁布里亚大区奥尔维耶托镇的一座罗马天主教主教座堂，规模庞大，为托斯卡纳哥特式风格，与锡耶纳主教座堂相像。14世纪乌尔班四世下令建造，以纪念博尔塞纳的圣体布的神迹，据说在1263年，在附近的博尔塞纳镇，一位旅行来此的神甫怀疑變質说，结果发现他的祭饼流了很多血，以致玷污了祭坛布。这块布现在存放在主教座堂的圣体布小堂。
主教座堂位于奥尔维耶托镇最显赫的位置，正立面是典型的宗教建筑，包含从14到20世纪的设计元素，有巨大的玫瑰窗、金色马赛克和三个巨大的青铜门，内部有2个小圣堂：圣体布小堂（Cappella del Corporale）和圣布里齐奥小堂（Cappella di San Brizio，原名新小堂，Cappella Nuova），拥有许多湿壁画，由一些最优秀的意大利画家创作，包括安杰利科修士的《最后的审判》等。

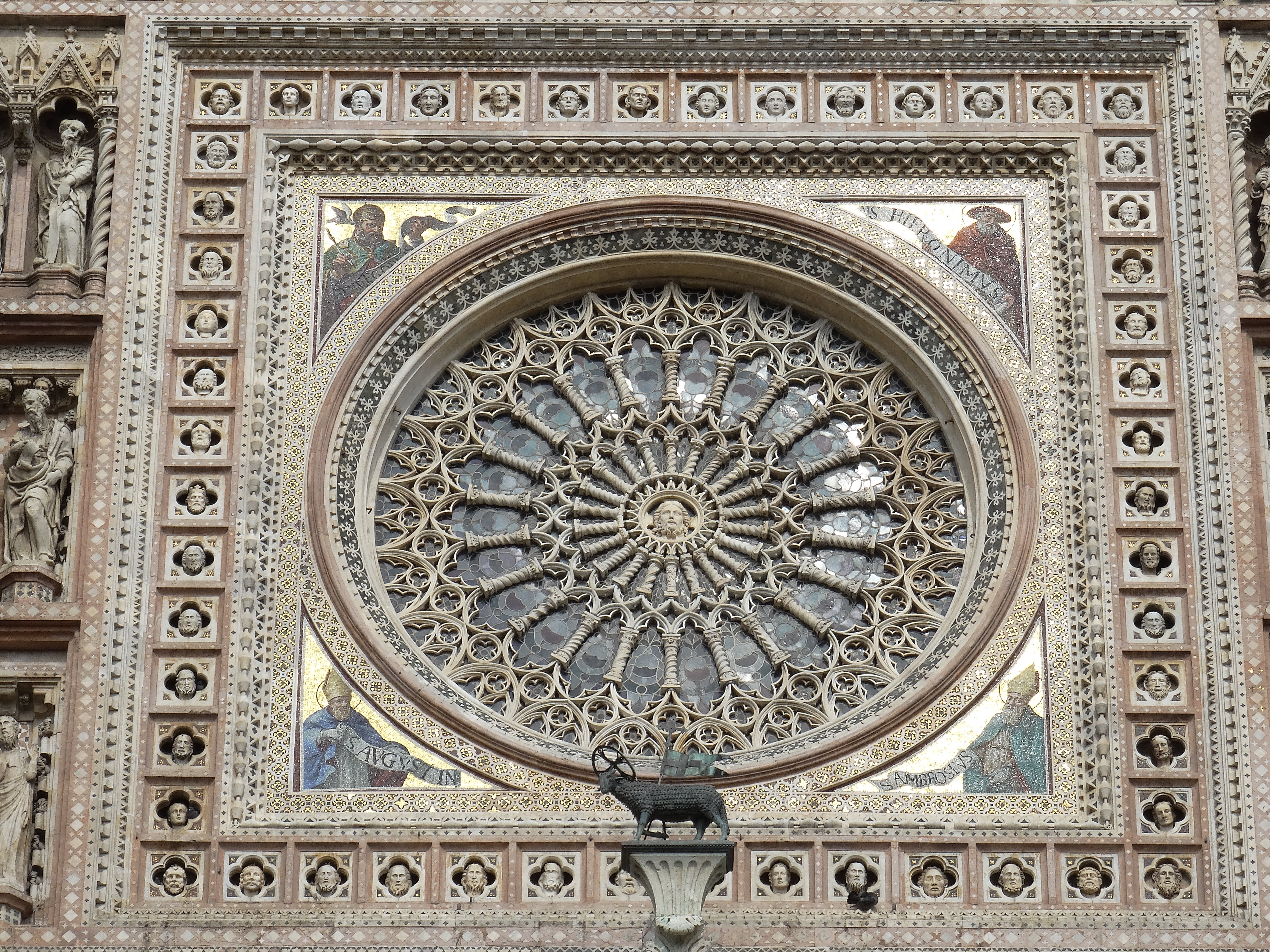
玫瑰窗

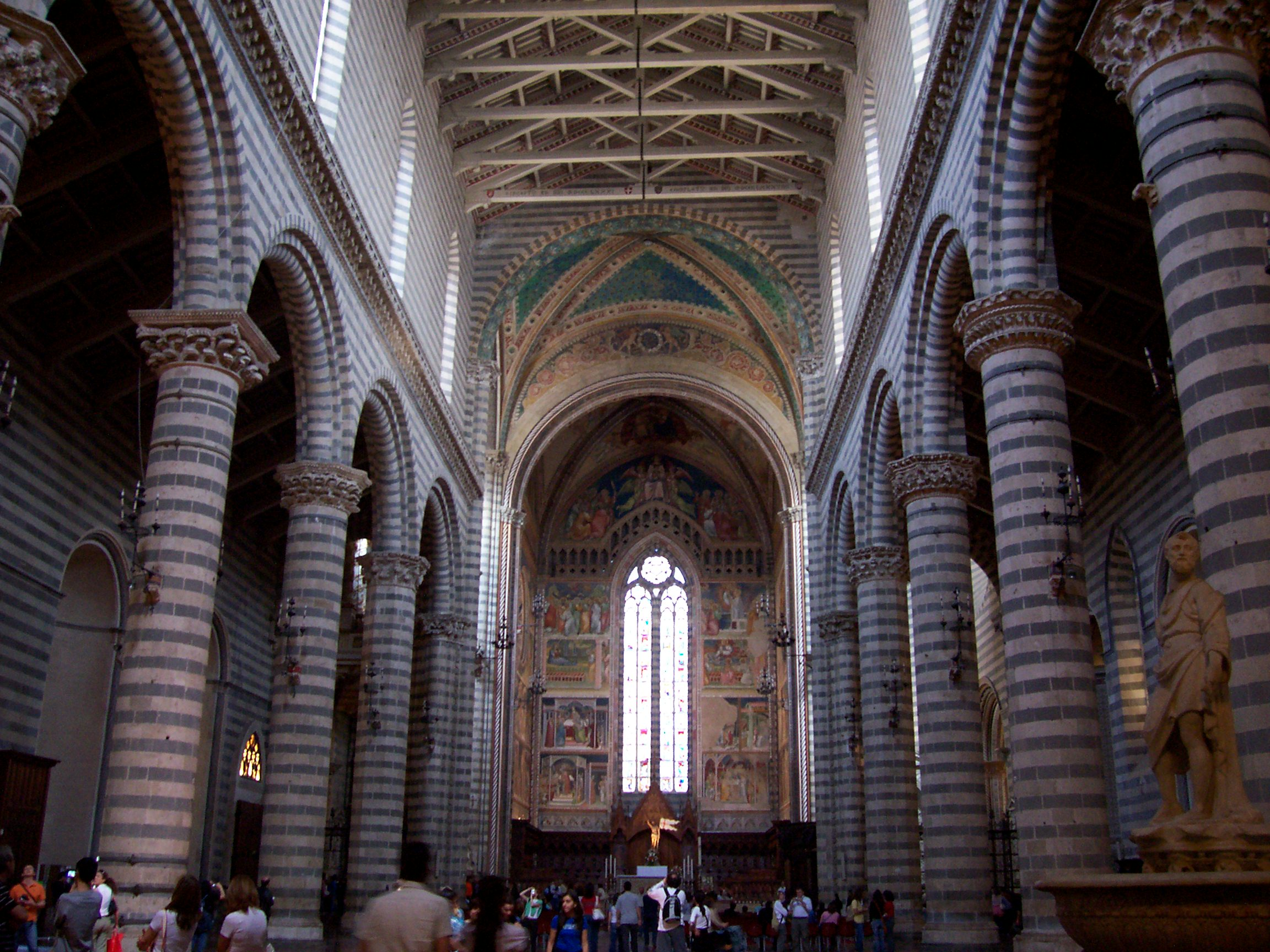
内部

聖體布礼拜堂

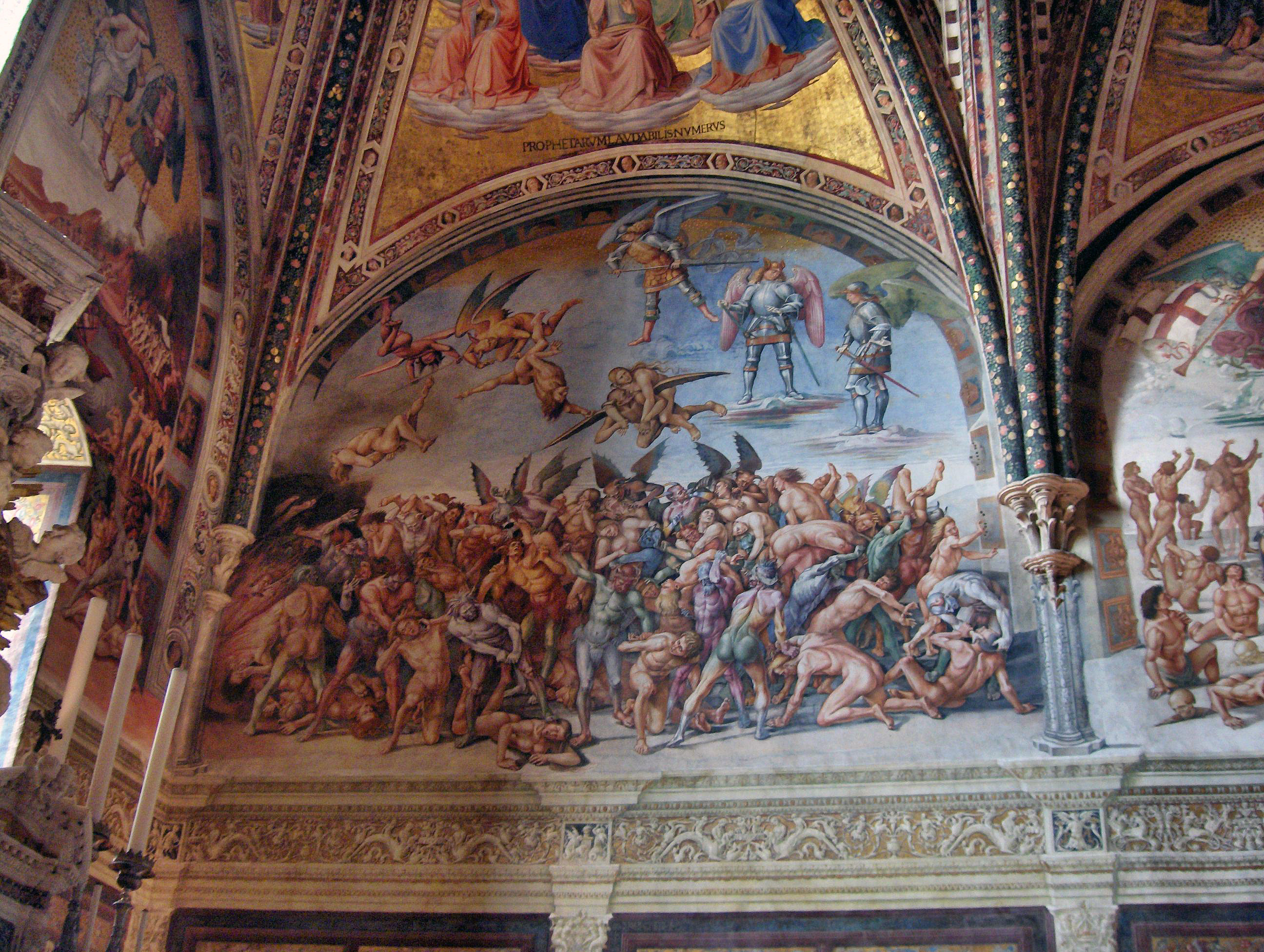
沦入地狱

## 延伸阅读
- 锡耶纳主教座堂